# Стави, Моше
Стави Моше (Ставский Мойше) (1884, Антополь Гродненской губернии — 24 июня 1964, Тель-Авив) — израильский писатель и публицист на идише и иврите. Муж Анны Марголин.

## Биография
Родился в местечке Антополь в семье Якова-Шмуэля Ставского и Хаи-Ривы Лифшиц. Получил традиционное еврейское религиозное образование. В 1904 начал писать свои первые рассказы на идише. В 1907 переехал в Варшаве, где в 1908 в газете «Дер вег» был опубликован его первый рассказ. Работал в качестве журналиста «Форвертс» и «Унзер лебн».

В 1911 эмигрировал в Эрец-Исраэль. Работал в библиотеке гимназии в Тель-Авиве, занимался земледелием в кибуце. Сотрудничал с изданиями на иврите «Ха-Поэль Ха-Цаир», «Ахдут» и «Моледет». Публиковал свои статьи и заметки на страницах газеты «Давар».

Его произведения были переведены на русский, польский, немецкий, французский и другие языки.

## Произведения
- «Идилиен ун билдер» («Идиллии и картины») (1909)
- «А тихл ун андере дерцейлунген» («Платок» и другие рассказы") (1910)
- «Штуме фрайнд» («Немые друзья», 1931)
- «Вен тог фаргейт» («Когда заходит день», 1931)
- «Арабер дерцейлн» («Арабы рассказывают», 1933)

## Семья
- Сестра — Евгения Яковлевна Ставская (12.10.1891-8.11.1960) — советский гинеколог, Доктор медицинских наук, профессор. Скончалась в возрасте 69 лет. Похоронена в Ставрополе на Даниловское кладбище[1]